# 최현 (1907년)
최현(崔賢, 1907년 7월 15일 ~ 1982년 4월 9일)은 일제강점기의 공산주의 항일운동가이자 조선민주주의인민공화국의 군인, 정치인이다. 빨치산파로 분류된다.
독립운동가 홍범도 부대에서 활동한 최화심은 그의 아버지이다. 민족보위성 부상과 내각 체신상, 부총리를 역임했다. 최룡해는 그의 아들이다.

## 생애

### 유년기
홍범도 부대에서 활동한 부친 최화심의 아들로 1907년 청나라 지린성에서 태어났다. 어머니는 1920년 경신참변 때 사망했고, 최현은 아버지가 속해 있는 독립군 부대를 따라 러시아 제국 연해주로 이주하였다. 

### 독립운동과 동북항일연군 활동

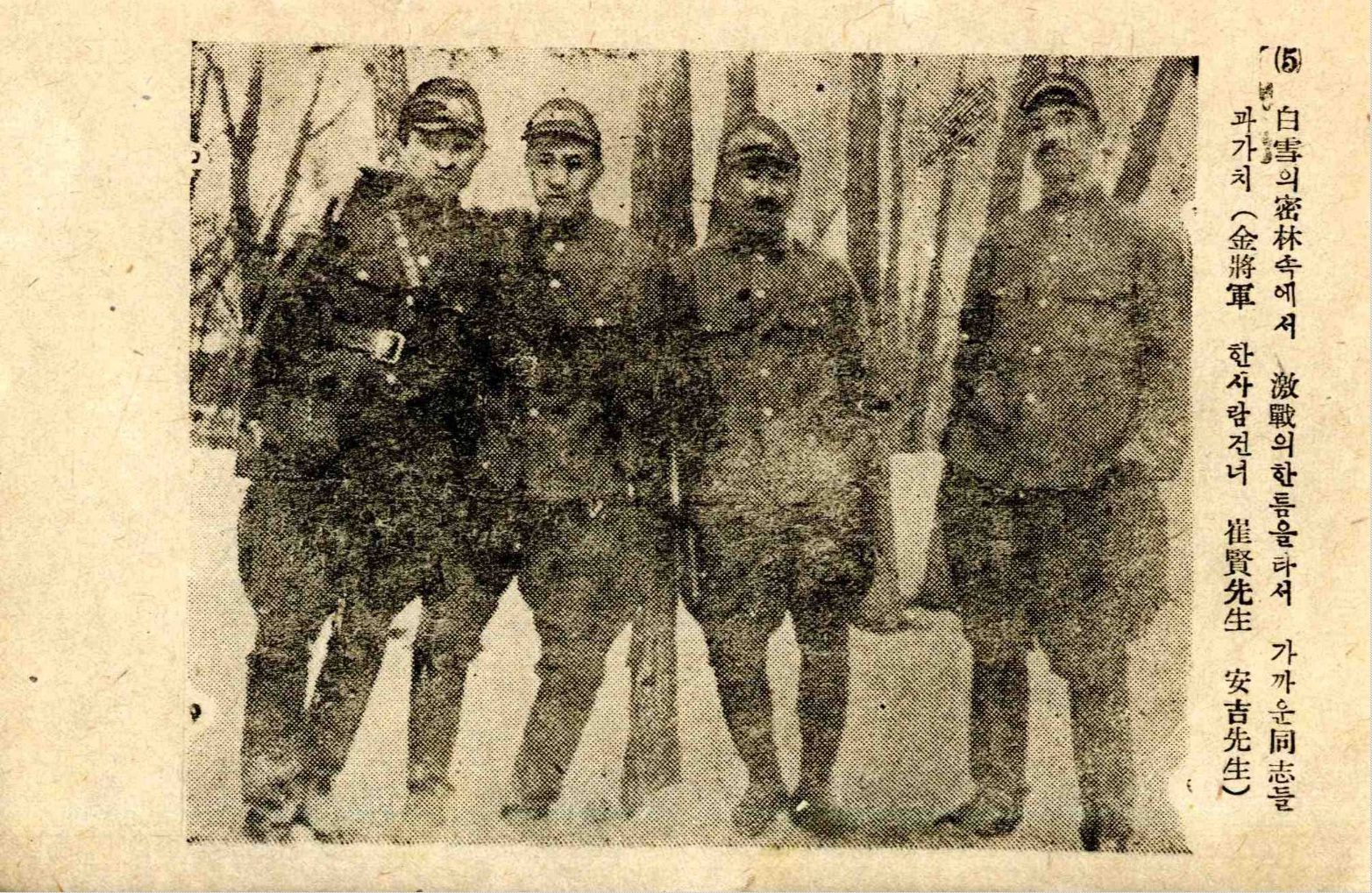
제88독립보병여단 시절

그 뒤 간도로 돌아와 민족주의 단체인 동만청년총동맹에 가입하여 독립운동에 뛰어들었으며, 1925년 중화민국 길림성 훈춘시 춘화진 북토문자촌(마산툰)에서 중국 군벌에 체포되어 무기징역을 언도를 받은 뒤 7년간 연길 감옥에서 복역하고 석방되었다. 이때 본명인 득권에서 현으로 개명하였다. 1932년 7월 연길현에서 적위대에 가입하여 유격대로 활동하였다. 1936년 동북항일연군 제2군 제1사 제1단 단장을, 부대편제의 개편 뒤에는 동북항일연군 제3방면군 제13단 단장이 되었다. 그러나 군사 활동에서는 능력이 있었지만, 정치 및 군사 지식에서는 전무하여 연장 이상의 직책은 맡지못했다.

### 해방과 분단 이후
광복 후 내무성 산하 38선 경비여단장으로 송악산 전투에서 항공, 포병지원을 받아 공격해오던 한국군 제1사단(준장 김석원)을 유격전으로 2차례나 격퇴하고 송악산을 사수하는 성과를 올렸다. 

### 6.25 전쟁
이후 조선인민군 제2사단장으로 활동하였고 1950년 6.25 전쟁 당시에는 조선인민군 제2군단장으로 참전했다. 인민군 후퇴시기에 유엔군의 배후에서 유격전을 전개한 것으로 유명하다. 

### 조선노동당의 정치인
1952년 한국 전쟁 휴전 이후 1956년에 조선노동당 제3차 대회에서 중앙위원회 위원으로 선출되었고, 같은 해 6월 민족보위성 부상을 역임하면서 정치인으로 활동하였다. 1958년 내각 체신상, 1966년 조선노동당 제2차 대표자회에서 정치위원회 위원이 되었다. 그해 내각 부수상에 선출되었다. 1968년 군 수뇌부 숙청사건을 계기로 민족보위상이 되었고, 1972년 새로운 헌법이 제정 이후 중앙인민위원으로 선출되었다. 1970년대 당 정치위원·군사위원과 중앙인민위원회 위원, 인민무력부장(민족보위상의 개칭) 등 직책들을 역임하였다. 1980년 조선노동당 6차 대회에서도 당 중앙위원회 정치국 정치위원과 군사위원회 위원에 선출되었으나, 1982년 4월 9일에 사망했다. 장례는 국장으로 치러졌으며, 묘는 대성산혁명열사릉에 있다.

### 사후
그의 이름을 딴 최현 기술군관학교가 평안북도 태천군에 소재한다.
2025년, 그의 이름을 딴 최현급 구축함이 진수되었다.

## 가족 관계
- 부인: 김철호
- 아들: 최룡해
- 손자: 최준, 최성

## 같이 보기
- 보천보 전투

## 참고 자료
- 한국민족문화대백과, 2008, 한국학중앙연구원 - 최현 항목
- 두산백과사전 - 최현 항목
- 노동자의책 - 최현